# Bernardo Prudencio Berro
Bernardo Prudencio Berro Larrañaga (Montevideo, 28 de abril de 1803 - Montevideo, 19 de febrero de 1868) fue un político y escritor uruguayo, miembro del Partido Nacional. Fue presidente constitucional de Uruguay desde el 1 de marzo de 1860 hasta el 1 de marzo de 1864.

## Biografía
Era un hombre vinculado por su origen a una familia de comerciantes españoles, de origen vasco, de temprana actuación política. Su padre, Pedro Francisco Berro Etchebarne, natural de Uztárroz, había sido integrante de la Junta de Montevideo y de la Asamblea Constituyente de 1828 a 1829. Su madre fue Juana María Josefa Larrañaga Piriz.
Ejerció como diputado por el departamento de Maldonado entre 1837 y 1838, durante la III Legislatura de la Cámara de Representantes de Uruguay.
Fue ministro de Gobierno (1845-1851) de Oribe durante el Gobierno del Cerrito, miembro de su Tribunal Supremo y una de las figuras más destacadas de aquella administración. Estaba casado con Práxedes Bustamante del Puerto.
Desde por lo menos 1847, se había manifestado partidario de lo que la historiografía uruguaya conoce con el nombre de política de fusión, denominación que compete al proyecto de abolición de las divisas y vigencia integral de la Constitución de 1830, como forma de desplazar a los caudillos del poder político y la dirección de los asuntos de estado, hecho notorio durante la llamada Guerra Grande, por entonces en curso.
Durante la administración de Juan Francisco Giró (1852 - 1853), de quien fue su estrecho colaborador, fue Ministro de Gobierno nuevamente y también de Relaciones Exteriores, y objeto principal de los ataques de la oposición, que terminaría derrocando a aquel gobierno en septiembre de 1853.
Fue elegido Presidente de la República el 1 de marzo de 1860 por la Asamblea General para el período constitucional 1860-1864, desempeñando íntegramente sus cuatro años de mandato, durante los cuales hubo de enfrentar nuevamente la oposición a aquellos principios políticos. Una de sus primeras medidas fue, precisamente, la prohibición del uso público de las divisas y la penalización severa de los infractores.
Influido por el modelo democrático conservador estadounidense, el que encomió en varios artículos de carácter político, Berro fue quizás uno de los primeros presidentes del Uruguay que intentó lograr la viabilización administrativa del Estado, para lo cual dictó una serie de medidas que encontraron oposición incluso en los elementos más afines a él dentro de su gobierno.
De origen acomodado y de costumbres y hábitos patricios, Bernardo Berro era, sin embargo, un individuo de una llamativa sencillez. Habitaba generalmente su quinta en el partido (hoy barrio montevideano) de Manga, a unos 15 kilómetros del centro de Montevideo, y trabajaba él mismo la tierra, lo que provocaba la sorpresa y el repudio de una élite aristocratizante que no concebía semejantes actitudes en un individuo de su cargo y de su clase.
Hubo de enfrentar, desde 1863, la insurrección antifusionista y luego, de hecho, colorada, de Venancio Flores, la cual, al final de su mandato, el 1 de marzo de 1864, no había podido sofocar, entre otras cosas por la defección de algunos de sus colaboradores más inmediatos, como Andrés Lamas, que se pasaron abiertamente del lado del rebelde. Las desavenencias con sus generales también fueron causa adicional de la inacción militar de su gobierno.

## Presidencia (1860-1864)

### Gabinete de gobierno
| Ministerio            | Nombre                   | Período     |
| --------------------- | ------------------------ | ----------- |
| Gobierno              | Eduardo Acevedo Maturana | 1860 - 1861 |
| Gobierno              | Enrique de Arrascaeta    | 1861 - 1867 |
| Gobierno              | Juan Pablo Caravia       | 1862        |
| Gobierno              | José Silvestre Sienra    | 1862 - 1863 |
| Gobierno              | Federico Nin Reyes       | 1863 - 1864 |
| Relaciones Exteriores | Eduardo Acevedo Maturana | 1860 - 1861 |
| Relaciones Exteriores | Enrique de Arrascaeta    | 1861 - 1862 |
| Relaciones Exteriores | Jaime Estrázulas         | 1862        |
| Relaciones Exteriores | Antonio de las Carreras  | 1862 - 1863 |
| Relaciones Exteriores | Juan José de Herrera     | 1863 - 1864 |
| Hacienda              | Tomás Villalba           | 1860 - 1861 |
| Hacienda              | Antonio María Pérez      | 1861 - 1862 |
| Hacienda              | Plácido Laguna           | 1862 - 1864 |
| Guerra y Marina       | Salvador García          | 1860        |
| Guerra y Marina       | Diego Eugenio Lamas      | 1860 - 1862 |
| Guerra y Marina       | Joaquín Teodoro Engaña   | 1862 - 1863 |
| Guerra y Marina       | Cipriano Miró            | 1863        |
| Guerra y Marina       | Luis Rufino de Herrera   | 1863 - 1864 |

### Época y obra de su gobierno

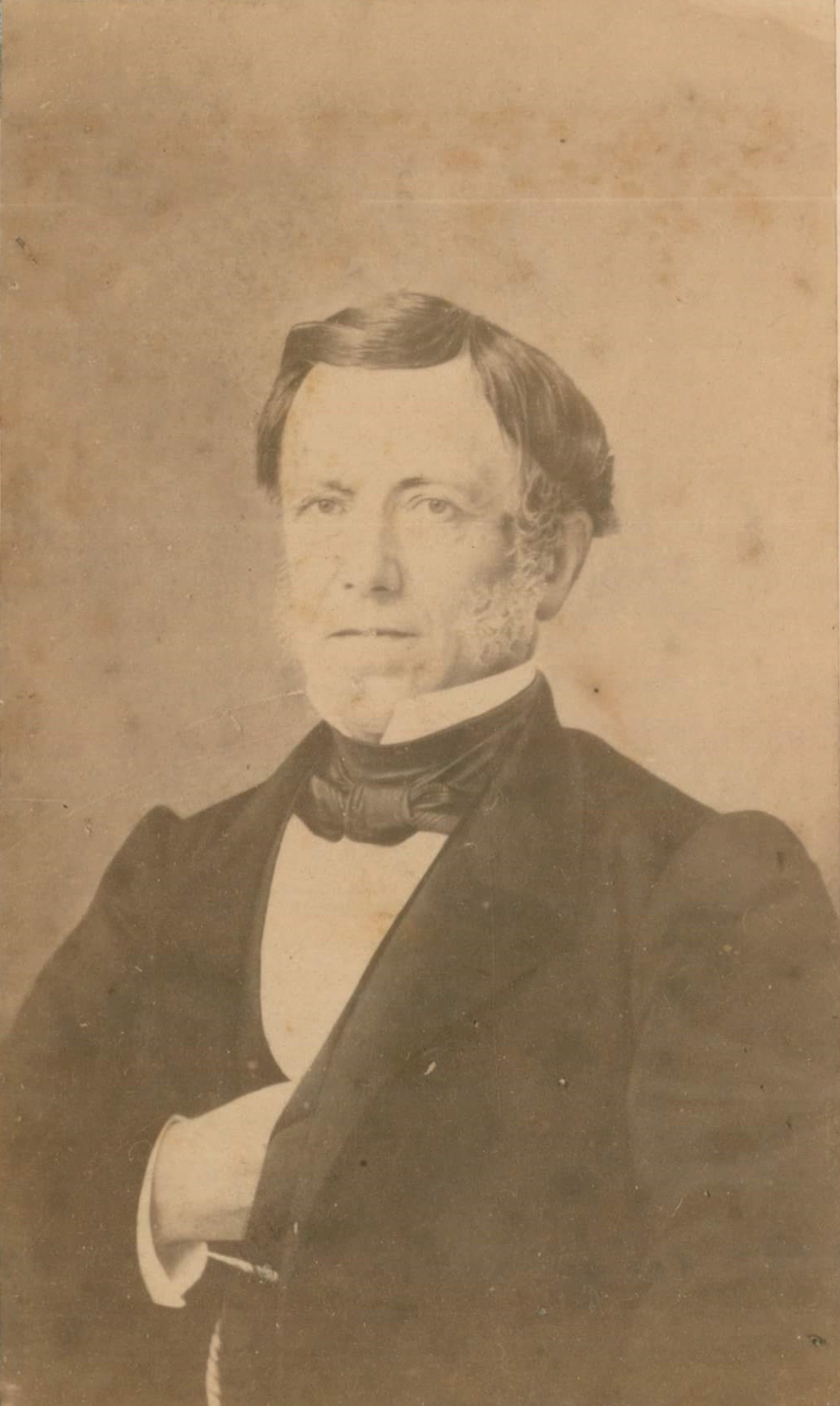
Bernardo Berro.

Durante su gobierno se produjo una gran recuperación económica del país, hecho que se explica fundamentalmente por tres factores: el crecimiento del comercio y de los comerciantes como grupo socioeconómico dominante en la ciudad; la revolución del lanar y el reforzamiento económico y político de los estancieros; y el ingreso de capital extranjero, fundamentalmente británico.
El aumento del comercio exterior, tanto de importaciones como de exportaciones, se produjo por una serie de causas. En primer lugar, el crecimiento de la población nacional produjo un aumento de la demanda y por lo tanto amplió la importación. En segundo lugar, por la incorporación de la lana como producto exportable del país. En tercer término, debe señalarse la enorme incidencia que tuvo la guerra del Paraguay (véase Guerra de la Triple Alianza) (hecho que ocurre una vez fuera del poder Berro) en la multiplicación de las actividades comerciales y financieras. Todo esto, sumado al establecimiento en el país de paz interna, condujo a la prosperidad y al crecimiento económico.
La revolución del lanar (nombre que otorga la historiografía uruguaya a la introducción del capitalismo agrario desde 1850), que significó la primera modificación de la producción del Uruguay desde los tiempos de la colonia, fue una forma de modernización, porque permitió al país ingresar a mejores niveles de exportación económica. 
El ovino impulsó la tecnificación del agro (baños, bretes, alambrados) y demandó mano de obra especializada. La buena calidad de la lana amplió los mercados exteriores del país. Acentuó su dependencia pero diversificó los productos exportables y los mercados de consumo, distribuyendo esa dependencia entre varios centros económicos mundiales.
La primera causa de la expansión de la lana fue la fuerte demanda europea, a partir sobre todo del cambio de fibra que las industrias textiles inglesas habían comenzado desde hacía unos años. Los países europeos no podían cubrir toda la demanda de la industria textil, por lo que recurrir a los lugares donde se producía lana de buena calidad y barata fue una prioridad para los industriales europeos.
Durante la década de 1860, otro hecho que favoreció al Uruguay fue la Guerra de Secesión de Estados Unidos, que anuló el envío de algodón estadounidense a Europa. Desprovista de una de las dos fibras textiles que alimentaban su industria, Europa tuvo que volcarse necesariamente a la compra de lana en mucho mayor cantidad que hasta ese momento.
En tercer lugar, una causa interna llevó a los estancieros criollos a acercarse a la lana, y fue que la abundancia del ganado vacuno había llevado a que de él solo se valorara el cuero. La crisis vacuna por un lado y el hecho de que el ovino complementara, sin sustituirlo, al vacuno, tanto en el consumo de los pastos como en las eventualidades comerciales, hizo que su explotación se generalizara en toda la República. 
La consecuencia del proceso de diversificación, desde un punto de vista social, fue la repoblación del campo y de la estancia, ya que para el cuidado de la oveja se necesita mucha más mano de obra que para el vacuno. Además, se sedentarizó a la población rural, porque el pastor debía permanecer en un puesto fijo. De esta manera se restó gente dispuesta a acompañar las incesantes revoluciones, fortaleciendo una clase media rural y facilitando el ascenso social.
Desde el punto de vista económico, el ovino significó el quiebre de la edad del cuero, lo cual representó la diversificación de los rubros exportables uruguayos. Al tasajo y a los cueros, había que sumar la lana, lo que a su vez produjo la diversificación de los mercados compradores. En esta diversificación y menor dependencia relativa de los centros industriales europeos, estuvieron los motivos de aquel periodo de prosperidad.

## Muerte de Berro

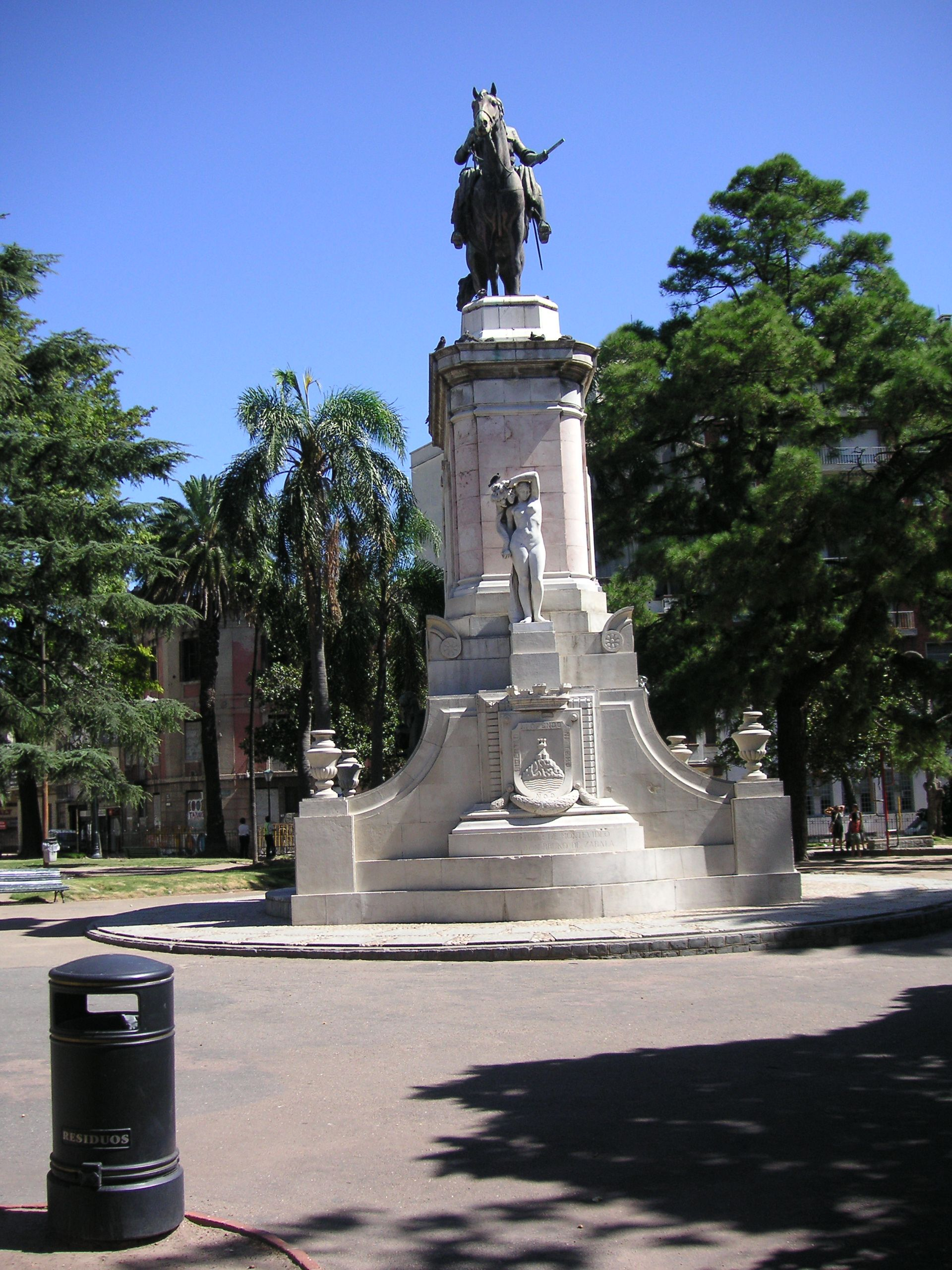
Plaza Zabala, antiguo lugar del Fuerte de Gobierno

Venancio Flores, que había gobernado desde el 20 de febrero de 1865 el país como "Gobernador provisorio" convoca a elecciones para noviembre de 1867. El Partido Nacional no se presenta argumentando que “no existían garantías”, resultando electo Lorenzo Batlle. Un año después, antes de que Flores entregara el poder a Batlle, Flores dimite a su cargo el 15 de febrero de 1868, por lo que el gobierno fue asumido de manera interina por Pedro Varela, presidente del Senado.
Cuatro días después de la dimisión de Flores, el miércoles 19 de febrero, a las dos de la tarde, Berro inició un levantamiento que llevaba preparando en secreto. Al frente de 25 hombres ocupó El Fuerte, sede de la Casa de Gobierno, al grito de: “¡Abajo Brasil!” y “¡viva el Paraguay y viva la independencia oriental!”. El Fuerte era un sólido edificio de dos plantas que ocupaba una manzana en el lugar donde hoy está ubicada la Plaza Zabala.
El presidente interino, Pedro Varela, junto al encargado de negocios de Brasil, escaparon por una puerta del fondo. Con El Fuerte ocupado, Berro proclamó la "revolución", pero un batallón gubernamental avanzó sobre la Casa de Gobierno. Berro huyó, pero el bote que habían pactado para su huida, debía llevarlo a una fragata española, no estaba. Además, su pariente, Pedro Berro no le abrió la puerta cuando le pidió refugio. Finalmente, es detenido y llevado al Cabildo-Jefatura.
Mientras tanto, Venancio Flores, enterado de la insurrección, se dirigía junto a algunos acompañantes en un carruaje hacia el lugar de los acontecimientos. Las versiones dicen que iba acompañado por Antonio Márquez, Alberto Flangini y Amadeo Errecart, y que cuando estaban en la calle Rincón, entre Ciudadela y Juncal, se encontraron que la calle había sido cortada con un carro. Aquí la versiones difieren, pero todas concluyen que Flores fue asesinado. Se habla de que aparecieron en el lugar 5 o 6 encapuchados que atacaron el carruaje a tiros y cuchillazos. Se dice que Flores tuvo dificultades con una portezuela atascada y fue alcanzado por los atacantes, quienes lo mataron a puñaladas en un episodio que sería recreado dramáticamente en un conocido óleo de Juan Manuel Blanes.
Berro se entera de la muerte de Flores en la Jefatura y niega estar involucrado. No obstante, en represalia es asesinado. El asesino depende según la versión, algunas fuentes dicen que el mismo carcelero lo mató a puñaladas mientras que otras versiones dicen que fue asesinado disparándole con una pistola. El tiro que mata a Berro se suele atribuir o a un policía o a Segundo Flores, uno de los hijos de Venancio Flores.
El cuerpo de Berro es degollado, paseado por las calles y puesto en una fosa común para muertos por la peste, sin ataúd, en el Cementerio Central.
En la actualidad, no está confirmado si el asesinato de Flores fue planeado por Berro. Algunas fuentes, como varias personas de la época, como la viuda de Flores, María García Zamora acusaron como responsable a Gregorio Suárez, el "Goyo Jeta".

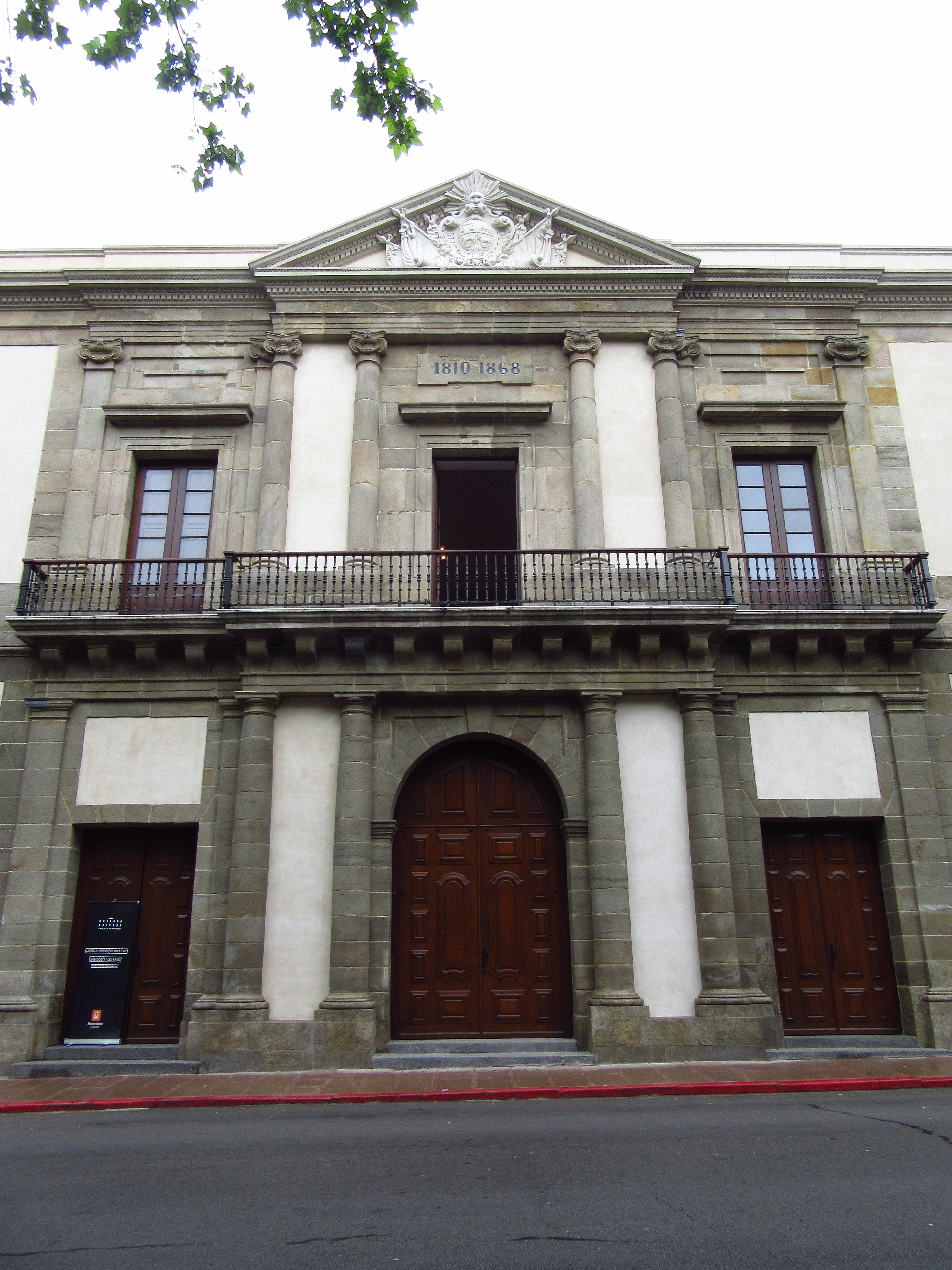
Berro pasó sus últimos días preso en el Cabildo de Montevideo, lugar donde fue ultimado por Segundo Flores.